# بخش ویگونیشسکی
بخش ویگونیشسکی (به لاتین: Vygonichsky District) یک منطقهٔ مسکونی در روسیه است که در استان بریانسک واقع شده‌است.